# 정신증
정신증(精神症, 영어: psychosis)은 인지와 사실판단 능력에 문제가 생기는 정신적 증상을 통틀어 일컫는다. 특히 ICD-10 F20-F29에서 명칭하고 있다. 대표적 증상으로 환각, 망상 등이 있다.
정신질환 중 조현병이나 망상장애의 특징적 증상이며, 심한 기분장애에서도 보인다. 이외에 치매나 뇌손상이 원인이 되는 경우도 있다. 정신질환이 없는 사람에게서도 알코올, 환각제 등 약물복용이나 심한 스트레스적 상황, 수면부족 등에 의해 일시적으로 나타날 수 있다. 대부분의 경우 신경전달물질인 도파민과 연관된 것으로 추정된다.

## 같이 보기
- 신경증
- 정신질환
- 조현병